# Olios subpusillus
Olios subpusillus là một loài nhện trong họ Sparassidae.
Loài này thuộc chi Olios. Olios subpusillus được Embrik Strand miêu tả năm 1907.